# Trangé
Trangé ist eine französische Gemeinde mit 1.639 Einwohnern (Stand: 1. Januar 2022) im Département Sarthe in der Region Pays de la Loire; sie gehört zum Arrondissement Le Mans und zum Kanton Le Mans-7 (bis 2015: Kanton Le Mans-Nord-Ouest). Die Einwohner werden Trangéens genannt.

## Geographie
Trangé liegt etwa sechs Kilometer westnordwestlich von Le Mans. Umgeben wird Trangé von den Nachbargemeinden Aigné im Norden, La Milesse im Nordosten, La Chapelle-Saint-Aubin im Osten, Le Mans im Osten und Südosten, Rouillon im Süden und Südosten, Pruillé-le-Chétie im Süden, Fay im Südwesten sowie Chaufour-Notre-Dame im Westen.
Durch die Gemeinde führen die Autoroute A11 und Autoroute A81.

## Bevölkerungsentwicklung
| 1962                      | 1968 | 1975 | 1982 | 1990 | 1999 | 2006 | 2013 |
| ------------------------- | ---- | ---- | ---- | ---- | ---- | ---- | ---- |
| 398                       | 522  | 583  | 595  | 925  | 1040 | 1355 | 1350 |
| Quelle: Cassini und INSEE |      |      |      |      |      |      |      |

## Sehenswürdigkeiten
- Kirche Saint-Gervais-et-Saint-Protais
- Schloss La Groirie, seit 1974 Monument historique

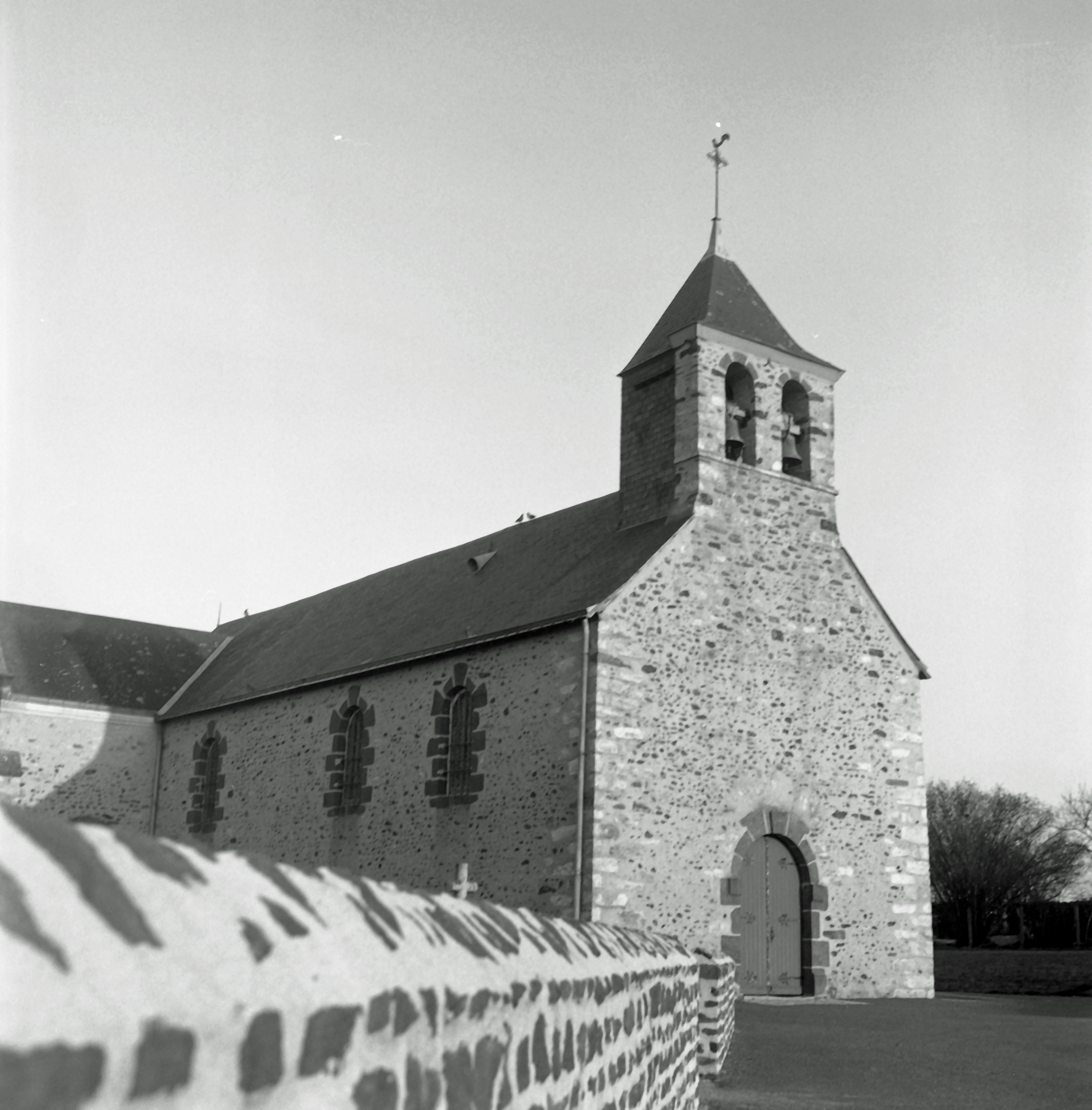
Kirche Saint-Gervais-et-Saint-Protais
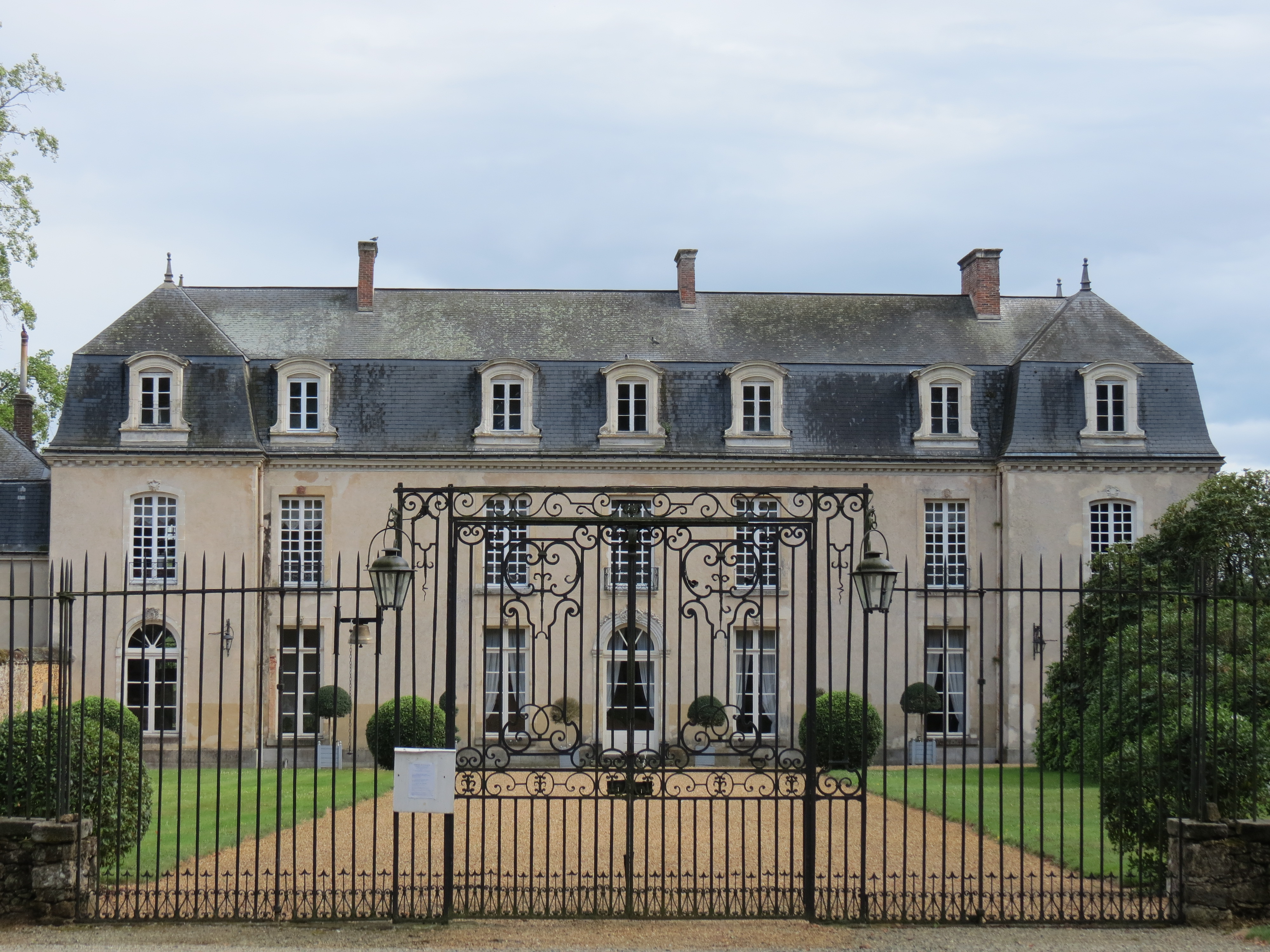
Schloss La Groirie

## Gemeindepartnerschaften
Mit der britischen Gemeinde Dunston in Lincolnshire (England) besteht eine Partnerschaft.